# Nord Stream AG
 Тази статия е за компанията.  За газопровода вижте Северен поток.  
Nord Stream AG е швейцарска компания (консорциум), създадена за управлението на газопровода Северен поток (преди – Северо-Европейски газопровод).
Главният офис на Nord Stream Aktiengesellschaft се намира в град Цуг (Швейцария). Акционерното дружество е основано през 2005 г. По-рано се е наричало North European Gas Pipeline Company (NEGPC), новото име получава през октомври 2006 г.
Доставките на газ спират през септември 2022 г. след унищожаването на три от тръбопроводите и санкциите, свързани с руското нахлуване в Украйна.

## Собственици и ръководство
Акционери в Nord Stream AG са:
| Название на компанията                          | Количество акции (%) |
| ----------------------------------------------- | -------------------- |
| Газпром (Русия)                                 | 51 %                 |
| Wintershall (подразделение на BASF) (Германия)  | 15,5 %               |
| E.ON Ruhrgas (подразделение на E.ON) (Германия) | 15,5 %               |
| Nederlandse Gasunie (Нидерландия)               | 9 %                  |
| Engie (Франция)                                 | 9 %                  |

Председател на комитета на акционерите на компанията е Герхард Шрьодер (Gerhard Schröder), бивш канцлер на Германия. Управляващ директор е Матиас Варниг (Matthias Warnig).